# SC Union 06 Berlin
Maillots
Le SC Union 06 Berlin est un club allemand de football basé à Berlin.

## Historique
Avec le 1. FC Union Berlin, SC Union 06 est le successeur du SC Olympia 06 Oberschöneweide. À la fin de la saison 1949-1950, Union Oberschöneweide termine deuxième de la Ligue de Berlin et se qualifie ainsi pour le tour final du championnat d'Allemagne. Mais le club, basé à Köpenick, un quartier de Berlin-Est, se voit interdire le déplacement à Kiel par les forces d'occupation soviétiques. En effet, les tensions entre les quatre puissances occupantes augmentent et la Guerre froide a commencé, symbolisée dans le football par la création d'un championnat d'Allemagne de l'Est un an plus tôt. L'équipe décide donc de fuir à l'Ouest et se sépare du club de Berlin-Est. Quelques jours plus tard, l'Union 06 peut jouer la finale, mais la perd contre Hambourg, 7-0.
Union 06 demeure pendant longtemps compétitif et très populaire. En 1951 et 1952, Union termine vice-champion de l'Oberliga Berlin (une des cinq ligues qui forment la première division allemande), avant de la remporter en 1953 et de se qualifier ainsi de nouveau pour le tour final du championnat d'Allemagne. À cette époque, Union joue devant un public important et le Poststadion (ou l'Olympiastadion pendant les finales) est souvent plein, notamment grâce aux nombreux supporteurs qui continuent à venir de Berlin-Est. En mars 1952 est disputé un « duel fratricide » avec l'Union Oberschöneweide, match remporté par le SCU 2 à 0.
Par la suite, l'absence de résultats (Union est relégué en deuxième division en 1960) entraîne rapidement une désaffection du public, d'autant que la construction du Mur de Berlin en 1961 prive le club de supporteurs venus de Berlin-Est. Dès 1964, le club est relégué en troisième division, puis en quatrième division.
Après la chute du Mur, le SC Union renoue avec ses origines : les équipes de jeunes du 1. FC Union sont intégrées au SC Union, puis en 1995, le club fusionne avec le SG Oberschöneweide et prend le nom de SC Union 06 Oberschöneweide, et joue ses matchs à domicile à Köpenick. Mais en raison de divers conflits, ces initiatives sont de courte durée et le club retourne dans l'Ouest de la ville et reprend son ancien nom. Toutefois, en 2006, à l'occasion du centenaire du club d'origine, les deux clubs s'entendent pour disputer un match amical.